# Агидель (журнал)
«Агиде́ль» (баш. МФА: Ағиҙело файле) — советский, затем российский ежемесячный литературно-публицистический журнал на башкирском языке. В советский период — один из органов печати Союза писателей РСФСР.
«Толстый» журнал на башкирском языке: наряду с новыми произведениями писателей Башкортостана и литературоведческими трудами ученых, на страницах журнала регулярно публикуются материалы о политическом, социальном и экономическом положении республики, развитии науки, культуры, просвещения.
Первый номер вышел под названием «Новый путь» («Яңы юл») в марте 1923, с 1930 — «Октябрь», с 1949 — «Эдэби Башкортостан» («Әҙәби Башҡортостан»), с 1961 современное название. В годы Великой Отечественной войны не выходил.
Тираж: 38 тыс. экземпляров (1968) (такие данные приводит Большая советская энциклопедия. — М.: Советская энциклопедия. 1969—1978), 12 тыс. экз. (1995) (такие данные приводит энц. «Башкортостан»).
Подписной индекс: Каталог «Газеты и журналы Республики Башкортостан» 73001, Каталог газет и журналов «Почта России» 73001.
Журнал является основным литературным периодическим изданием Республики Башкортостан. В журнале печатались и печатаются все классики литературы Башкортостана.

## Главные редактора
1. Имай Насыри (1925, 1926)
2. Даут Юлтый (1930-31, 1933)
3. Булат Ишемгул (1932, 1934, 1935-36)
4. Тухват Янаби (1932, 1936-37)
5. Габдулла Амантай (1934-35)
6. Ханиф Карим (с 1937)
7. Низам Карипов (1941)
8. Гали Зулькарнаев[баш.] (с 1946)
9. Сагит Агиш (с 1949)
10. Назар Наджми (1952)
11. Акрам Вали (с 1952)
12. Хаким Гиляжев (с 1955)
13. Асхат Мирзагитов (с 1968)
14. Раис Низамов (с 1973)
15. Амир Гареев (с 1978)
16. Булат Рафиков (с 1988)
17. Сафуан Алибай (с 1998)
18. Амир Аминев (с 2002)
19. Ралиф Кинзябаев[баш.] (с 2016)
20. Мунир Кунафин[баш.] (с 2020)